# یورک، استرالیای غربی
یورک (به انگلیسی: York) یک شهرک در استرالیا است که در استرالیای غربی واقع شده‌است.